# Jurjan Koenen
Jurjan Koenen (Bussum, 18 november 1970) is een Nederlands honkballer.

## Club
Koenen begon met honkbal op achtjarige leeftijd. In 1987 debuteerde hij in het eerste team van HCAW in de Hoofdklasse. Hij speelde als derde honkman en catcher. In 2005 besloot hij te stoppen in het eerste team. Hij ging spelen in Heren 3 van HCAW. In 2006 keerde hij voor zes wedstrijden terug als catcher omdat de vereniging te kampen had met een tekort aan spelers. Ook in 2008 maakte de routinier, inmiddels tevens coach van het eerste team, een rentree. Hij kwam uit op 1 juni 2008 en 2 juni 2008 in de wedstrijden tegen de landskampioen Kinheim. Op 37-jarige leeftijd kon hij op 2 juni ervoor zorgen door het beslissende punt te scoren dat HCAW de wedstrijd won met 2-1. In totaal speelde Koenen tot op heden 691 wedstrijden op het hoogste niveau. Hij had het record in Nederland met het hoogste aantal gespeelde wedstrijden in de hoofdklasse bij één vereniging. Op 12 mei 2013 werd Dè Flanegin van Hoofddorp Pioniers recordhouder voor meeste gespeelde wedstrijden in de Hoofdklasse bij één club.

## Meest Waardevolle Speler
In 2003 werd Koenen door de KNBSB uitgeroepen tot Meest Waardevolle Speler in de Hoofdklasse van dat jaar. Hij behaalde toen een slaggemiddelde van .327, scoorde 23 punten en zorgde voor 16 binnengeslagen punten. Ook had hij als derde honkman het laagste foutpercentage met drie fouten. Koenen behaalde met HCAW tweemaal de landstitel, in 1996 en 1998. Ook won hij in het jaar 2000 met de club de Cup Winners Cup. Tijdens dit Europese toernooi werd hij ook gekozen tot Meest Waardevolle Speler.

## International
Koenen kwam ook uit voor het nationale team. Op 10 juni 1991 was zijn eerste wedstrijd tegen Taipei, een oefeninterland. Hij behaalde als international tweemaal met het Nederlands team het Europese Kampioenschap, in 1993 en in 2001.

## Trainer en andere werkzaamheden
In 2008 was Koenen samen met Roy Berrevoets coach van Heren 1 van HCAW. In het seizoen 2009 deed hij dat samen met Ronald Jaarsma. Op 12 april 2007 werd hij benoemd tot erelid van de vereniging en werd besloten zijn rugnummer uit de roulatie te nemen als eerbetoon. Koenen studeerde bedrijfskunde aan de Hogeschool van Amsterdam van 1991 tot 1995 en is werkzaam als cluster manager bij Capgemini. Op 25 augustus 2009 besloot hij te stoppen met zijn werk voor HCAW als hoofdcoach omdat hij meer tijd met zijn gezin wilde doorbrengen. Hij werd opgevolgd door de Amerikaan Bill Froberg.